# Кемпер (округ, Франция)
Кемпер (фр. Quimper) — округ (фр. Arrondissement) во Франции, один из округов в регионе Бретань. Департамент округа — Финистер. Супрефектура — Кемпер.
Население округа на 2019 год составляло 326 080 человек. Плотность населения составляет 145 чел./км². Площадь округа составляет 2 253,7 км².

## Кантоны округа
Кантоны округа Кемпер (с 1 января 2017 года)
- Бриек (частично)
- Дуарнене
- Кемпер-1
- Кемпер-2
- Кемперле
- Конкарно
- Крозон (частично)
- Моэлан-сюр-Мер
- Плонеур-Ланверн
- Пон-л’Аббе
- Фуэнан

Кантоны округа Кемпер (с 22 марта 2015 года по 31 декабря 2016 года)
- Бриек (частично)
- Дуарнене (частично)
- Кемпер-1 (частично)
- Кемпер-2
- Кемперле
- Конкарно
- Моэлан-сюр-Мер
- Плонеур-Ланверн
- Пон-л’Аббе
- Фуэнан

Кантоны округа Кемпер (до 22 марта 2015 года)
- Арзано
- Банналек
- Бриек
- Гильвинек
- Дуарнене
- Кемпер-1
- Кемпер-2
- Кемпер-3
- Кемперле
- Конкарно
- Плогастель-Сен-Жермен
- Пон-л’Аббе
- Понт-Авен
- Понт-Круа
- Роспорден
- Скаэр
- Фуэнан